# 효각태후
효각황태후 두씨(孝恪皇太后 杜氏, 정덕 11년(1516년) ~ 가정 33년 1월 11일(1554년 2월 12일))은 가정제의 후비이자, 융경제의 생모이다. 순천부 대흥 출신이다.

## 생애
가정 9년(1530년)에 두씨는 입궁을 하였고, 그 다음해 3월 쯤에 강빈(康嬪)으로 책봉이 되었다. 가정 15년(1536년), 강빈 두씨는 강비(康妃)로 진봉되었다. 가정 33년(1554년), 강비 두씨는 서거한다. 사후에 아들인 융경제가 즉위함에 따라 황태후로 추존된다.

## 시호
사후에 시호를 영숙강비(榮淑康妃)로 추숭하였다. 그리고 아들인 융경제가 황제로 즉위함에 따라, 시호를 개칭하여 효각연순자의공순찬천개성황태후(孝恪淵純慈懿恭順贊天開聖皇太后)로 추존이 된다.
능호는 영릉(永陵)이며, 신주는 신소전(神霄殿)에 모셔져있다.